# Хейнс, Джон
Джон Хейнс (англ. John Haynes или Haines; 1 мая 1594 — 9 января 1653/4) — английский колониальный судья в Северной Америке, один из основателей колонии Коннектикут. Губернатор колонии Массачусетского залива, первый губернатор штата Коннектикут. Член комитета, который подготовил «Фундаментальные правила Коннектикута», считающиеся одной из первых письменных конституций. Вложил большую часть своего состояния в Коннектикут, в ущерб своей собственности в Англии.

## Ранние годы
Хейнс, вероятно, родился в Мессинге, Эссекс, Англия, и был старшим сыном Джона Хейнса и Мэри Мишель Хейнс. Предки Хейнса были не аристократического происхождения и в основном занимались военной службой. В 1605 году, когда Джону было одиннадцать, его отец умер. Возможно, Хейнс обучался в Кембридже; в течение соответствующего периода времени в документах университета упомянуты два Джона Хейнса. Примерно в 1616 году Хейнс жил в усадьбе Герни, Хингам, Норфолк, очаге пуританских настроений. Там он женился на Мэри Торнетон, дочери норфолкского дворянина, от которой у него было шестеро детей. В 1627 году его жена умерла и была похоронена в церкви Св. Андрея в Хингаме. В начале 1620-х годов Хейнс купил имение Копфорд-Холл, недалеко от Колчестера в Эссексе; сообщалось, что это поместье давало ему 1100 фунтов стерлингов в год.
Эссекс также был пуританским центром, и большое влияние на Хейнса оказал пастор Томас Хукер, который был его близким другом. Примерно в 1630 году Джон Уинтроп и Джон Хамфрис, два основателя колонии Массачусетского залива, пригласили Хукера и Хейнса присоединиться к ним в Новом Свете. Оставив своих несовершеннолетних детей, Хейнс эмигрировал в 1633 году вместе с Хукером. Они поселились сначала в Ньютауне (позже переименованном в Кембридж), где Хейнс был гостем Томаса Дадли, пока его собственный дом не был готов.

## Колония Массачусетского залива
Хейнс был избран в совет заместителей губернатора колонии. Он также возглавил комитет, курирующий военные вопросы, что стало особенно важно, когда в том же году разразилась Пекотская война. Когда Совет рассматривал инцидент Джоном Эндикоттом в 1634 году, который публично разоврвал английский флаг, Хейнс был частью умеренной фракции, которая осудила действия Эндикотта. За свои действия Эндикотт был осужден и лишен возможности служить на каких-либо должностях в течение одного года.
В 1634 году Хейнс работал в различных муниципальных организациях. Он был кембриджским куратором и служил в комиссии, которая установила границу между Бостоном и Чарльзтауном. Он был избран губернатором в 1635 году, выиграв выборы у более вероятного кандидата Роджера Ладлоу. Ладлоу утверждал, что депутаты некоторых городов заключили частные соглашения, согласившись поддержать Хейнса. В итоге Ладлоу даже не был избран заместителем губернатора и оставил колонию, чтобы поселиться на реке Коннектикут.
Однолетний срок Хейнса как губернатора ознаменовался политическим конфликтом между фракцией, возглавляемой Хейнсом, Хукером и Дадли, и фракцией Уинтропа. Основные разногласия между ними касались строгости судебных процедур и процесса вынесения приговоров; фракция Хейнса считала, что Уинтроп проявлял слабость в некоторых своих решениях. Консервативная фракция была успешной в принятии правил более строгих судебных процедур; она также приняла законодательство, запрещающее курение табака и ограничивающее чрезмерно роскошную одежду. Хейнс также председательствовал на судебном процессе, изгнавшем Роджера Уильямса, о чем Хейнс впоследствии жалел.

## Колония Коннектикут
В 1635 году в колонии Массачусетса стали расти религиозные противоречия. Проповедница Энн Хатчинсон придерживалась мнения, что законы английской церкви не распространяются на местных прихожанних, в то время как другие утверждали противоположную позицию. Суровая реакции властей на полемику, возможно, сыграла определенную роль в решении Хукера и Хейнса покинуть колонию и отправиться основывать новые поселения на реке Коннектикут. Историки также ссылались на нехватку земли и продовольствия в качестве причины этой миграции и политическую конкуренцию между Хейнсом и Уинтропом. 

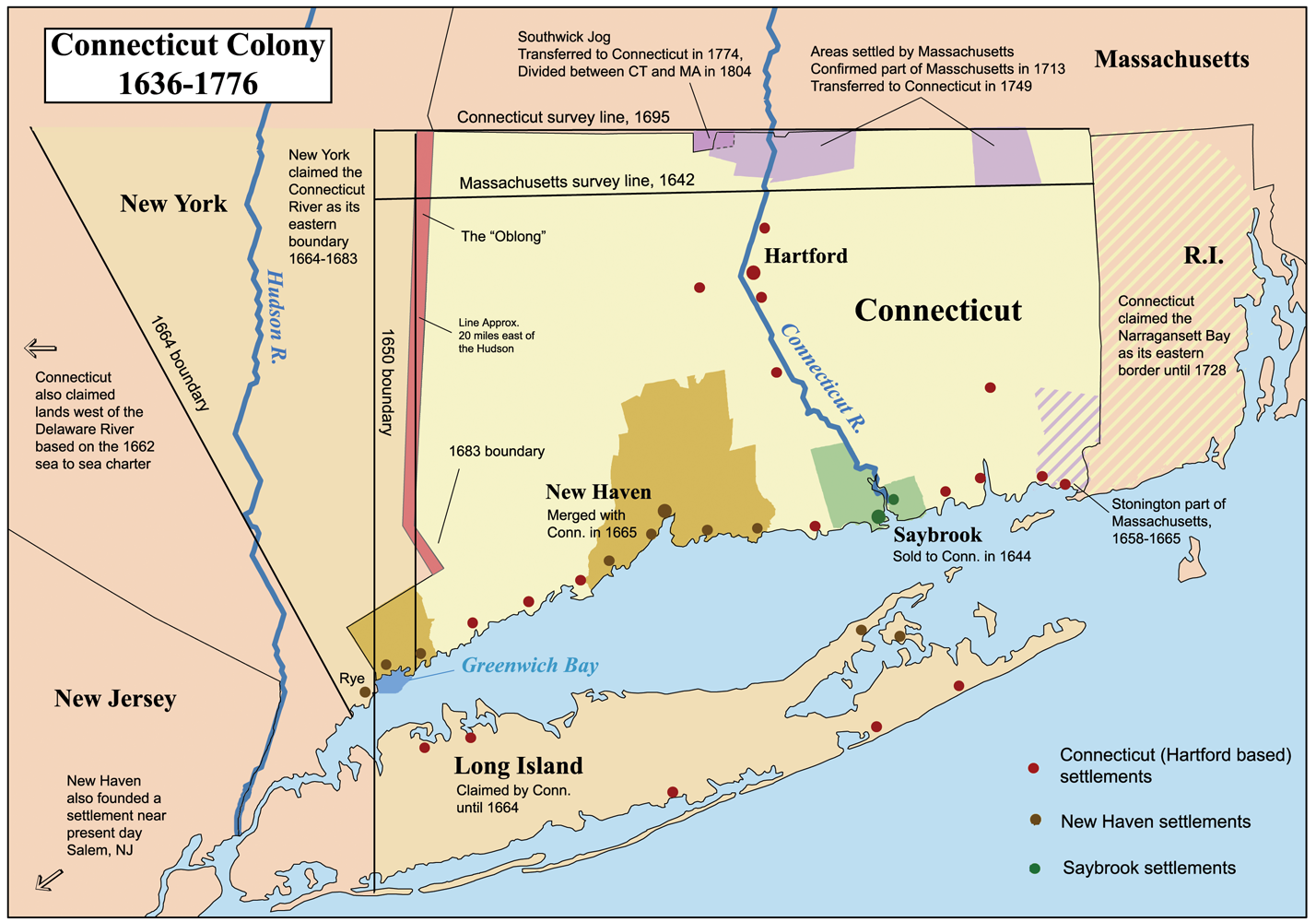
Карта, изображающая исторические изменения границы колонии Коннектикут

Хейнс продолжал проживать в Массачусетсе до 1636 года, служил заместителем губернатора и полковником одного из полков милиции в колонии. Его подчиненным был Роджер Харлакенден, который в 1635 году приехал из Англии со своей сестрой Мейбл. Джон и Мейбл поженились в 1636 году; у них было пятеро детей. 
Хейнс присоединился к Хукеру в посёлке, который они назвали Хартфордом в 1637 году. Колониальные поселения на реке были установлены без какой-либо королевской хартии и не входили в пределы границ колонии залива Массачусетс. В течение первых двух лет несколько небольших поселений управлялись общим судом магистратов, возглавляемым Хейнсом, и, вероятно, были озабочены продолжающимся конфликтом с пекотами. После окончания войны в 1638 году магистраты приступили к разработке свода принципов и законов; они были ратифицированы в январе 1638/9 года. Ныне известные как «Фундаментальные правила Коннектикута» считаются одной из первых письменных конституций. Главными архитекторами законов были Ладлоу, главный юридический ум колонии, Хейнс и Хукер, который, как известно, выступал за свободы, закрепленные в документе. 
В соответствии с положениями этой конституции, 11 апреля 1639 года состоялись выборы, и Хейнс был избран первым губернатором колонии. Впоследствии он еще семь раз переизбирался между 1639 и 1653/4 годами.
Точная роль, которую сыграл Хейнс в политической деятельности колонии, неясна. Одним из его наиболее заметных достижений были переговоры с некоторыми соседними колониями, которые привели к созданию Конфедерации Новой Англии в 1643 году. Эта организация была свободной конфедерацией Коннектикута, колонии Массачусетского залива, Нью-Хейвена и Плимутской колонии, учрежденной в основном для защиты от общих угроз. Для Коннектикута основные угрозы исходили от индейцев и от голландцев Новой Голландии на западе. Во время пребывания Хейнса на посту губернатора он был призван посредничать в спорах между местными индейцами и вести переговоры с голландскими представителями Новой Голландии, которые утверждали, что они имеют права на земли к югу от Хартфорда на реке Коннектикут. Когда один голландский торговец жаловался на захват англичанами земель, он заявил, что Хейнс ему ответил: поскольку голландец ничего не сделал для развития этой земли, а «было грехом позволить таким богатым землям лежать не возделываемыми, то он фактически лишился своих прав на землю. Этот спор привел к незначительным военным конфронтациям между англичанами и голландцами в 1640-х годах и был временно разрешен в Харффордском договоре 1650 года, в котором голландцы уступили свои претензии на земли вдоль реки. Некоторые территориальные споры продолжались даже после того, как в 1664 году англичане приобрели у голландцев Новую Голландию.

## Смерть и наследие
Вопреки выбитой на надгробной плите на кладбище Хартфорда, Хейнс умер не 1 марта 1653/4 года. В письме, написанном Джоном Уинтропом-младшим 9 января 1653/4, упоминается его недавняя смерть. Генеральный суд Коннектикута выступил с заявлением 6 марта, призвав к дню траура по внезапно скончавшемуся губернатору. Сын Хейнса, Хезекия, военный офицер, участник английской гражданской войны, отметил, что его отец вложил от 7 до 8 000 фунтов стерлингов в колонию, чем привел в расстройство свои дела в Англии. Его имение было оценено в 1500 фунтов стерлингов. Хейнс был крупным помещиком в районе Хартфорда, он и Эдвард Хопкинс управляли мельницей в городе. Дочь Хайнса Рут вышла замуж за Сэмюэля Уиллиса, сына другого основателя колонии Коннектикут, Джорджа Уиллиса. Их потомки продолжили участвовать в политической жизни Коннектикута.

### Статьи
- Cuningham, Charles. John Haynes of Connecticut (англ.) // The New England Quarterly[англ.]. — The New England Quarterly Co., 1939. — Vol. 12, iss. 4. — P. 654—680.